# 留尼汪鹞
留尼汪鹞（学名：Circus maillardi），又称留尼汪泽鹞（Réunion marsh harrier），是一种鹰科鹞属的猛禽，属于泽鹞。目前仅发现于印度洋岛屿留尼汪岛，不过在毛里求斯岛上亦发现了该指向物种的化石。这种鸟在当地被称为“papangue”或“pied jaune”。马达加斯加和科摩罗群岛的马岛鹞曾被认为是该物种的亚种，但如今逐渐被视作独立的物种。留尼汪鹞的数量正在下降，目前被认定为濒危物种。

## 分类
|  | 非洲泽鹞 |
|  |          |
|  | 白头鹞   |
|  |          |

|  | \| \| 沼泽鹞 \| \| \| \| \| \| 白腹鹞 \| \| \| \| |
|  |                                                   |
|  | 马岛鹞                                            |
|  |                                                   |
|  | 沼泽鹞                                            |
|  |                                                   |
|  | 白腹鹞                                            |
|  |                                                   |

|  | 沼泽鹞 |
|  |        |
|  | 白腹鹞 |
|  |        |

|  | \| \| 沼泽鹞 \| \| \| \| \| \| 白腹鹞 \| \| \| \| |
|  |                                                   |
|  | 马岛鹞                                            |
|  |                                                   |
|  | 沼泽鹞                                            |
|  |                                                   |
|  | 白腹鹞                                            |
|  |                                                   |

|  | 沼泽鹞 |
|  |        |
|  | 白腹鹞 |
|  |        |

|  | 非洲泽鹞 |
|  |          |
|  | 白头鹞   |
|  |          |

|  | \| \| 沼泽鹞 \| \| \| \| \| \| 白腹鹞 \| \| \| \| |
|  |                                                   |
|  | 马岛鹞                                            |
|  |                                                   |
|  | 沼泽鹞                                            |
|  |                                                   |
|  | 白腹鹞                                            |
|  |                                                   |

|  | 沼泽鹞 |
|  |        |
|  | 白腹鹞 |
|  |        |

|  | \| \| 沼泽鹞 \| \| \| \| \| \| 白腹鹞 \| \| \| \| |
|  |                                                   |
|  | 马岛鹞                                            |
|  |                                                   |
|  | 沼泽鹞                                            |
|  |                                                   |
|  | 白腹鹞                                            |
|  |                                                   |

|  | 沼泽鹞 |
|  |        |
|  | 白腹鹞 |
|  |        |

|  | 非洲泽鹞 |
|  |          |
|  | 白头鹞   |
|  |          |

|  | \| \| 沼泽鹞 \| \| \| \| \| \| 白腹鹞 \| \| \| \| |
|  |                                                   |
|  | 马岛鹞                                            |
|  |                                                   |
|  | 沼泽鹞                                            |
|  |                                                   |
|  | 白腹鹞                                            |
|  |                                                   |

|  | 沼泽鹞 |
|  |        |
|  | 白腹鹞 |
|  |        |

|  | \| \| 沼泽鹞 \| \| \| \| \| \| 白腹鹞 \| \| \| \| |
|  |                                                   |
|  | 马岛鹞                                            |
|  |                                                   |
|  | 沼泽鹞                                            |
|  |                                                   |
|  | 白腹鹞                                            |
|  |                                                   |

|  | 沼泽鹞 |
|  |        |
|  | 白腹鹞 |
|  |        |

|  | 非洲泽鹞 |
|  |          |
|  | 白头鹞   |
|  |          |

|  | \| \| 沼泽鹞 \| \| \| \| \| \| 白腹鹞 \| \| \| \| |
|  |                                                   |
|  | 马岛鹞                                            |
|  |                                                   |
|  | 沼泽鹞                                            |
|  |                                                   |
|  | 白腹鹞                                            |
|  |                                                   |

|  | 沼泽鹞 |
|  |        |
|  | 白腹鹞 |
|  |        |

|  | \| \| 沼泽鹞 \| \| \| \| \| \| 白腹鹞 \| \| \| \| |
|  |                                                   |
|  | 马岛鹞                                            |
|  |                                                   |
|  | 沼泽鹞                                            |
|  |                                                   |
|  | 白腹鹞                                            |
|  |                                                   |

|  | 沼泽鹞 |
|  |        |
|  | 白腹鹞 |
|  |        |

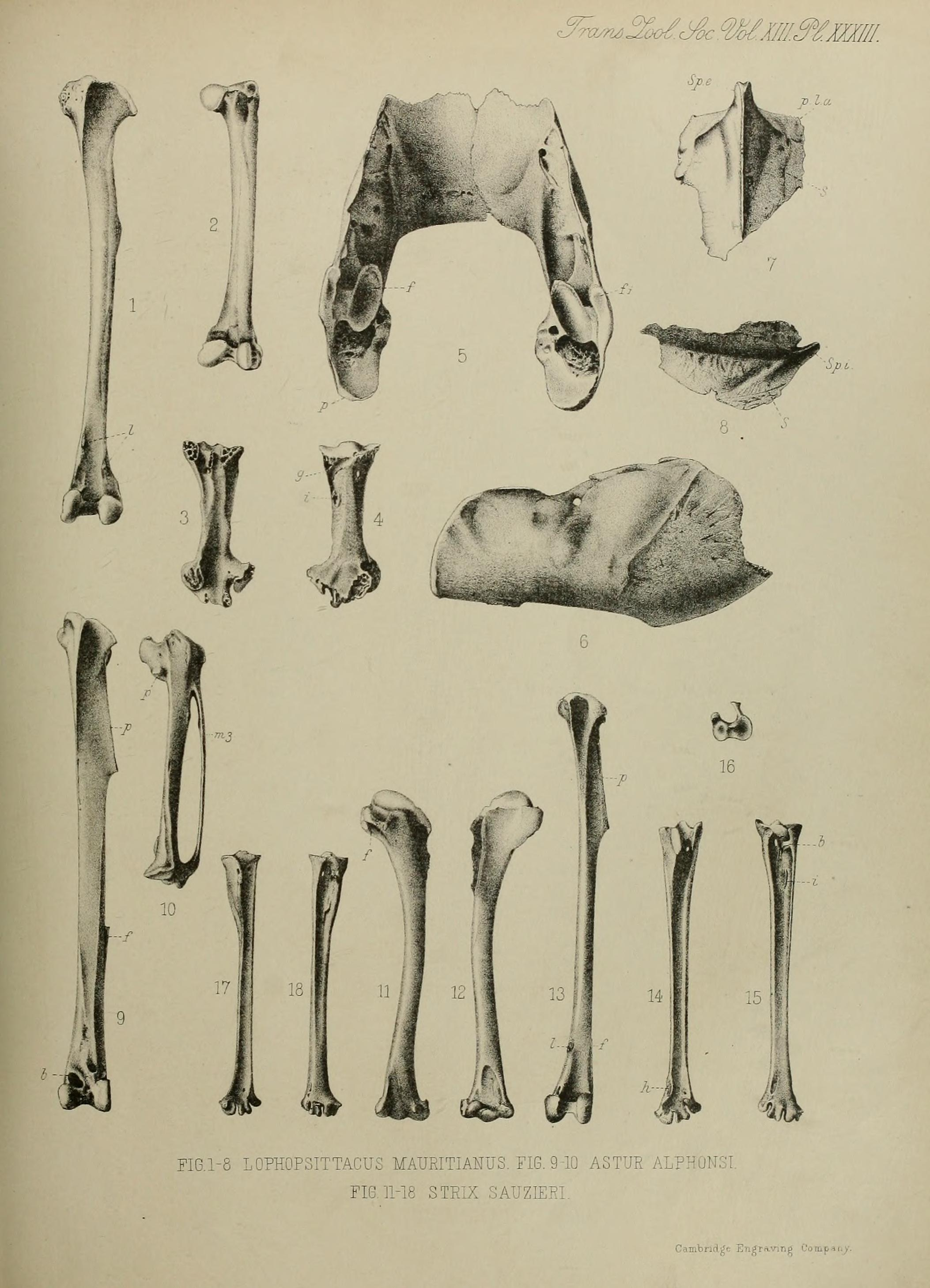
于毛里求斯岛上发现，留尼汪鹞（9—10）和其他鸟类的亚化石遗体

1862年，朱尔·韦罗首次描述了留尼汪鹞，并创造了其学名Circus maillardi，以纪念路易·马亚尔——一位法国植物学家、工程师，他在一本有关留尼汪岛的书籍中提及了这种鸟。
1893年，阿尔弗雷德·牛顿和汉斯·加多描述了毛里求斯岛上一种名为Astur alphonsi（后更名为Accipiter alphonsi）的鹰的胫骨、掌骨和跗跖骨。1958年，詹姆斯·考恩·格林威则认为这种鸟和鹊鹞是同种。但后来对骨骼的进一步研究得出结论，Astur alphonsi实际上与留尼汪鹞属同一类，证明其以前也出现在毛里求斯，但现在已经灭绝。
留尼汪鹞曾在传统上认为是白头鹞种群的一员，也有观点认为与白腹鹞同种，随后还被认为与马岛鹞是同一种生物。2015年，格雷姆·奥特利（Graeme Oatley）、罗伯特·西蒙斯（Robert Simmons）和杰尔姆·富克斯（Jerome Fuchs）对16种鹞属成员的完整DNA重新分析后得出结论，尽管马岛鹞和留尼汪鹞最近才分化，基因相似性上非常接近，但其地理和形态差异表明应将这两个种提升为独立的物种。根据公认的突变率推算，这两个物种在30万至10万年前分化，留尼汪鹞进化出在森林栖息地捕捉鸟类和蝙蝠的特征。
留尼汪鹞的祖先可能起源于古北界，随后向澳大拉西亚扩散，最后来到马达加斯加附近。

## 描述

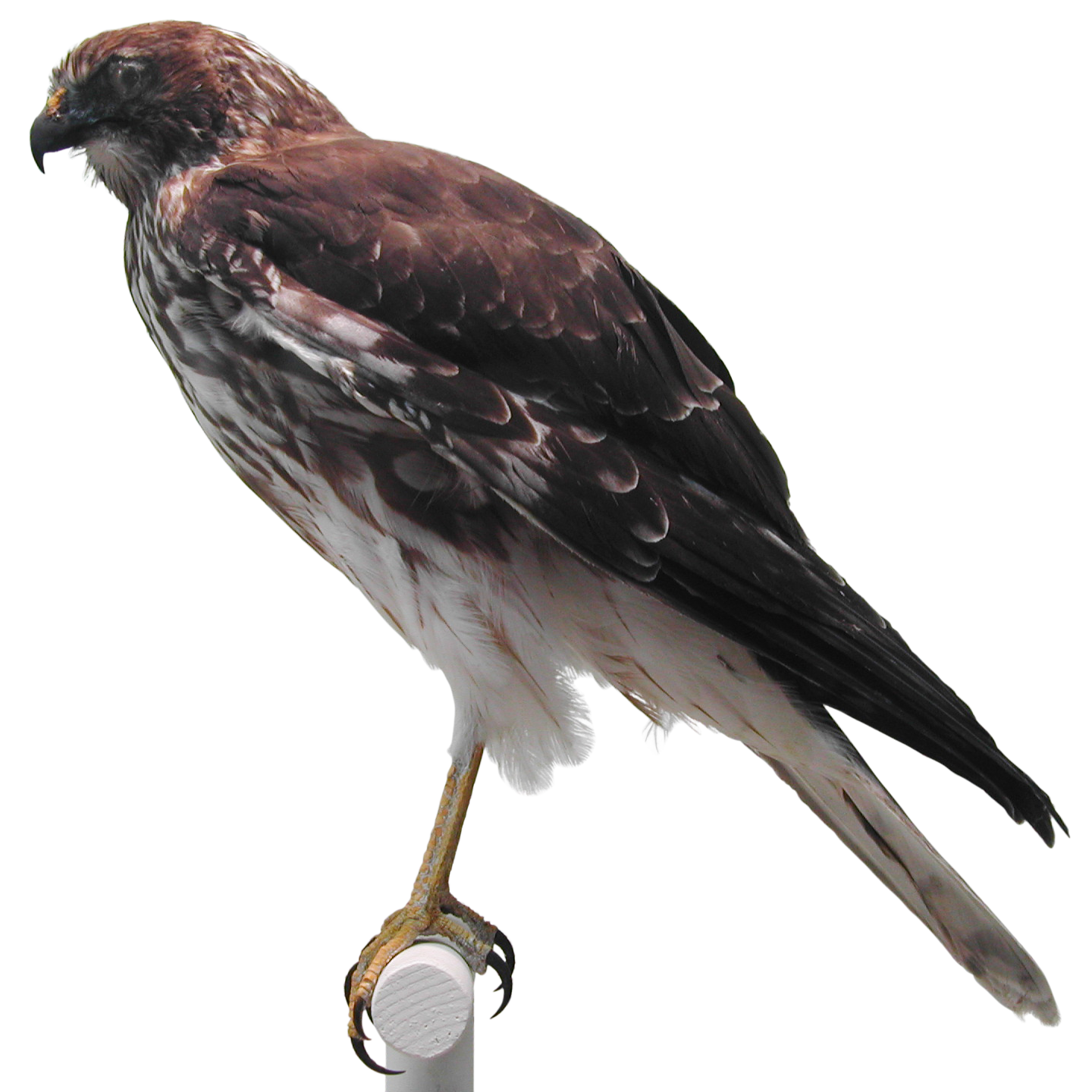
留尼汪自然历史博物馆的标本

留尼汪鹞身长约42—55厘米，翼展105—140厘米，尾长20—26厘米，头部较窄，翅膀宽而圆，尾部细长；雌性比雄性体型大3—15%。雄性头部和背部呈黑色，带有白色条纹。腹部、胁部和臀部为白色，尾部为灰色，上无横纹。翅膀呈灰色和黑色，而飞羽前缘为白色。雌鸟和未成年鸟呈深褐色，臀部为白色，尾部有横纹。
留尼汪鹞具有一些在鹞类中不常见的适应特征：宽而圆的翅膀适应在树间狩猎，以及较短的跗骨和长爪，这些都是以其他鸟类为食的猛禽中很常见特征。而马岛鹞与之相比体型更大，翅膀和腿更长，体色也更淡。

## 习性
留尼汪鹞通常栖息在海拔300—700米的森林高地、退化的森林，也会前往甘蔗地和草地，罕有在1200米以上的金合欢林中生活，最高可至1600米；繁殖期则多出现于原生和退化的低地常绿林中。2023年的一项研究表明，每年幼鸟和亚成鸟的存活率为66%，而成鸟的存活率则也仅有71%。
西厄尔·迪布瓦曾在其当地动物群清单中称“papangues”（即鹞）会抓走人的帽子或头巾，捕食小猪和小山羊；味道跟鸡肉一样，但并没有太多人猎来食用。
如今其食谱中包括许多引入的哺乳动物（大鼠、小鼠、马岛猬等），但曾经主要以鸟类和昆虫为食；这可能是为什么尽管留尼汪鹞形态上适应林间捕猎，但它们通常会避开封闭的森林冠层，因为相比曾经作为主要食物的鸽子和鹦鹉，当前的猎物都很难在那种环境下寻觅到。此外还会取食小型蜥蜴（尤其是变色树蜥）、蛙或食腐。
留尼汪鹞几乎不鸣叫，除了在繁殖期会发出类似“kiay kioo”的声音，雄性在求偶的飞行表演时则发出“kai pi-pi-pi-pi-pi”声，此外还有威胁叫声、求偶叫声和与食物相关的叫声；整体上声音与马岛鹞相似。

### 繁殖
留尼汪鹞的繁殖期可以分布在在八月至次年四月间；雄性于八、九月间为吸引配偶而进行飞行表演，十、十一月开始筑巢，一月至四月间进行孵化育雏，雏鸟经常直到十月还会继续跟随成鸟。于地面筑巢，隐藏在植被中，每次产下两到三枚白色的蛋，偶尔有只有一枚，这相比其他鹞一次三到五枚卵的数量少上许多；孵化期为33—36天；雏鸟离巢时间约为45—50天，雄性负责寻找食物，雌雄均参与雏鸟的养育；雏鸟离巢后，雄鸟一般还要继续喂养两个月。2023年的一项研究表示，其孵化成功率仅有45%，后续育雏成功率为83%，综合来看一枚卵产生一只离巢幼鸟的概率仅25%，相比于1975年的53%有着大幅下降。
留尼汪鹞在留尼汪岛的两个生态区域之间存在遗传屏障，因而将其分割为东北部和西部两个地理上分离的遗传集群，这与火山地形造成的物理隔绝有关；同时也观察到其高度的恋家性，尤其是对于幼鸟，两只雄性从离巢到首次繁殖地点的记录距离分别为250米和1.85公里，一只雌性为5.2公里。

## 现状
2011年，留尼汪鹞的种群预计至少有564只，包括大约150对繁殖对，而历史种群规模预测有上千对。事实上，在人类抵达留尼汪岛之前，约1000—2000年前，留尼汪鹞的种群数量便开始下降，接着是在人类定居后，100年前的一次剧烈下降。普遍认为其数量在2000至2010年间稳定或增加，但随后种群数量似乎又有所下降。
该鸟类被国际鸟盟评估为濒危物种，受到栖息地破坏和干扰、偷猎、故意捕杀（被认为会捕食鸡，是不祥之鸟）以及鼠药意外中毒的威胁。有研究认为即使是在乐观估计下，留尼汪鹞的种群也会在50年后就有90%的概率陷入准灭绝（Quasi-extinction）境地，除非成鸟存活率、孵化成功率大幅增加，或每年引入10%—20%的雌性。
在诸多威胁中，抗凝血灭鼠剂（anticoagulant rodenticide）对留尼汪鹞的生存构成了严重威胁，使其成为猛禽中暴露水平最高的一种，93%的留尼汪鹞尸体中都发现了该类鼠药的存在；对这种药物的急性暴露可能会直接导致鸟类死亡；即使是亚致死浓度，也会严重影响个体健康，导致其更加迟钝，降低其存活率和繁殖成功率。
一项2024年的研究指出，留尼汪鹞目前存在显著的近亲相交现象，有相当一部分样本之间存在着一级或二级亲属关系，西侧种群的近交程度较低，而东北侧种群的近交程度较高；在近亲相交过程中，尽管部分最严重的有害变异被清除，但大量中等效应的有害变异积累在种群中，这可能对种群的遗传健康和适应潜力构成威胁。

## 保护状况
1966年，留尼汪鹞便被列入《濒危野生动植物种国际贸易公约》附录II，成为受保护物种，并在1974年加强保护；于2000年被IUCN认定为濒危物种。在1997年至2009年期间，共有103只个体被送往照护，其中许多处于危急状态，其中43只成功被放归野外。
国际鸟盟认定的该物种的重要保护地——即重点鸟区——为：
- 萨拉济冰斗谷口重点鸟区（英语：Mouth of the Cirque de Salazie Important Bird Area）
- 大沙鲁普冲沟重点鸟区（英语：Ravine de la Grande Chaloupe Important Bird Area）
- 马尔苏万河—格拉湖重点鸟区（英语：Rivière des Marsouins – Grand Étang Important Bird Area）
- 拉帕尔河—拉日万河重点鸟区（英语：Rivière des Remparts – Rivière Langevin Important Bird Area）

留尼汪动物园曾请求从照护中心接收一雄一雌两只不适合野外放生的留尼汪鹞，以通过展示提升学生群体的保护意识，而圣皮埃尔留尼汪公民协会（Association Citoyenne de Saint-Pierre-REUNION）和ACPEGES协会（Association ACPEGES）则指责这只是以“培养意识”为幌子，开展的动物监狱项目。最终该项目由环境、国土规划和住房部（DEAL）的水资源与生物多样性处在法规和科学层面进行了审核；经2017年6月22日区域自然遗产科学委员会（CSRPN）的咨询，以及2018年4月的公众咨询后，DEAL未批准该申请。